# Claudemir Virgílio da Silva
Claudemir Virgílio da Silva (conhecido como Denir) (Taquaral, 1977 -  Carrasco Bonito, 23 de dezembro de 2009) foi um político brasileiro
Eleito em 2008 para a prefeitura de Carrasco Bonito (seu primeiro e único mandato), o então prefeito veio a falecer na noite de 23 de dezembro de 2009 em um acidente automobilístico na Rodovia TO-201, no trecho que liga Sampaio a Carrasco Bonito.